# Sydney Jones
Pour les articles homonymes, voir Jones.
 Sydney Jones (1902-1944)  fut, pendant la Seconde Guerre mondiale, un agent du service secret britannique Special Operations Executive.

## Identités
- État civil : Sydney Charles Jones
- Comme agent du SOE, section F :
  - Nom de guerre (field name) : « Félix » (première mission) ; « Élie » (deuxième mission)
  - Nom de code opérationnel : INVENTOR
- Autres pseudos : Sylvain, Lejeune, Charlot

Parcours militaire :
- Royal Engineers,
- SOE, section F ; grade : captain ; matricule : 125265.

## Famille
- Ses parents : Charles et Emily Louise Jones
- Sa femme : Rose-Marie Jones

## Éléments biographiques
1902. Sydney Jones naît le 25 novembre 1902, en France.
Avant la guerre, il est directeur pour la France de la marque de cosmétiques Elizabeth Arden, place Vendôme.
1942.
Première mission en France
Définition de la mission : établir à Marseille un réseau de sabotage, INVENTOR. Nom de guerre « Félix ».
- Septembre. À la fin du mois[1], il débarque d'une felouque sur la côte d'azur. Il commence à constituer plusieurs équipes de sabotage.
- Novembre. Lorsque les Allemands envahissent la zone libre, plusieurs sabotages ont déjà été réalisés : cinquante wagons en partance pour l'Allemagne, installations portuaires.

1943.
- Hiver. Un soir, Sydney Jones se rend à Paris[2] et reprend contact avec son ami d'avant guerre, René Dumont-Guillemet. Celui-ci, sous le pseudonyme de Mickey, va l'aider dans sa mission : fourniture des fonds nécessaires, assistance active, contribution à la nouvelle implantation du réseau dans l'est de Paris.
- Février. Rappelé à Londres pour consultation et instruction, il est ramené en Angleterre par avion, dans la nuit du 20 au 21[3]. Pendant son absence, René Dumont-Guillemet assure l'intérim de chef de réseau.

Deuxième mission en France
Définition de la mission : reconstituer le réseau INVENTOR, pour seconder DONKEYMAN, avec Marcel Clech « Bastien », opérateur radio, et Vera Leigh « Simone », courrier. Nom de guerre « Élie ».
- Mai. Il est amené en France par Lysander, dans la nuit du 14 au 15 mai 1943[4].
- Novembre. Marcel Clech « Bastien » est arrêté le 19 à Boulogne-Billancourt. Lui-même est arrêté peu après.

1944.
- Septembre. Il est exécuté à Mauthausen, le 6. Il est âgé de 41 ans.

## Reconnaissance

### Distinction
- Royaume-Uni : membre de l’Ordre de l’Empire britannique (MBE), Military Division.
- France : Croix de guerre 1939-1945 avec palme ; Médaille de la Résistance[5].

### Monuments
- En tant que l'un des 104 agents du SOE section F morts pour la France, Sydney Jones est honoré au mémorial de Valençay (Indre).
- Brookwood Memorial, Surrey, panneau 4, colonne 3.